# Eremitaža
Eremitaža ali puščavnikovo bivališče je kraj, kjer puščavnik živi osamljeno od sveta ali zgradba ali naselje, kjer je oseba ali skupina ljudi živela religiozno, osamljeno. Kadar je vključena v ime celinskih evropskih nepremičnin ali cerkva, in je kateri koli pomen pogosto nenatančen in se lahko nanaša na neko oddaljeno obdobje zgodovine današnje nepremičnine, ki je bodisi običajna župnijska cerkev ali je pred časom prenehala opravljati kakršno koli versko funkcijo. Sekundarne cerkve ali ustanove, ki so bile ustanovljene od samostanov, so pogosto imenovali eremitaže ('puščavnice').
V 18. stoletju so nekateri lastniki angleških podeželskih hiš svoje vrtove opremili s eremitažo, včasih kot gotsko ruševino, včasih, tako kot v parku Painshill, z romantično kočo, v katero se je nekdo umaknil kot puščavnik. Tako imenovana Ermita de San Pelayo y San Isidoro je ruševina romanske cerkve prvotno v  španskem mestu Ávila, ki so jo, po španski zaplembi premestili v Madrid, kjer je bila na  različnih lokacijah. Njeni ostanki so končno našli nastanitev v parku Buen Retiro v Madridu.

## Zahodna krščanska tradicija
Eremitaža je kakršno koli domače bivališče, v katerem živi puščavnik. Stopnja izolacije se lahko zelo razlikuje, vendar je pogosteje povezana z bližnjim samostanom. Običajno so eremitaže sestavljene iz vsaj ene samostojne sobe ali včasih namenskega prostora v stavbi odprtega tlorisa za versko pobožnost, osnovnih spalnih prostorov in domačega kuhališča, primernega za asketski življenjski slog prebivalca. Glede na delo puščavnika so lahko prostori, kot so atelje, delavnica ali kapela, pritrjeni ali postavljeni v neposredni bližini.
Prvotno so bile eremitaže v naravnih jamah, ruševinah templjev in celo preprostih kočah v gozdovih in puščavah. Približno v začetku 4. stoletja (okoli leta 300 n. št.) So duhovni umiki puščavnikov, ki so se odločili živeti ločeno od družbe v relativni izolaciji Nitrijske puščave v Egiptu, začeli privlačiti pozornost širše krščanske skupnosti. Pobožnost takih puščavnikov je pogosto privabljala tako laike kot druge potencialne askete in oblikovala prve cenobitne skupnosti kot sta Nitria in Kellia. V kratkem času je prihajalo vedno več ljudi, ki so sprejemali nauke in življenjski slog teh puščavnikov in nujno se je začela medsebojna izmenjava dela in delitev dobrin med njimi ter oblikovanje prvih samostanskih skupnosti.
V poznejšem fevdalnem obdobju srednjega veka so tako samostani kot tudi eremitaže in plemstvo v zameno za molitve za svojo družino, verjeli, da je to koristno za stanje njihove duše.
Kartuzijanski menihi običajno živijo v enosobni celici ali zgradbi s prostorom za študij, spanje, molitev in pripravo obrokov. Večina kartuzijanov živi večinoma samotno, srečuje se s svojimi brati za obhajilo, za skupne obroke ob svetih dneh in spet neredno za sprehode v naravo, ki jih spodbujajo k preprostim razpravam o svojem duhovnem življenju.
V sodobnem času se puščavniki pogosto naslanjajo na samostane ali so na njihovih zemljiščih, kjer jih zasedajo menihi, ki prejmejo odpust od svojega opata ali priorja in živijo v na pol samoti. Eremitaže pa lahko najdemo v različnih okoljih, od osamljenih podeželskih krajev, hiš v velikih mestih in celo visokih blokov, odvisno od puščavnikovih zmožnosti.
Primeri eremitaž v zahodnokrščanski tradiciji:
1. Grande Chartreuse v občini Saint-Pierre-de-Chartreuse, Francija, matična hiša kartuzijanskega reda.
2. New Hermitage Camaldoli v mestu Big Sur v Kaliforniji, ZDA
3. Poleg Cerkev Marijinega vnebovzetja v Krakovu na Poljskem je kamaldolski priorat v kraju Bielany, s samostanom eremitaž
4. Hermitage Santa María de Lara, vizigotska stavba v severni Španiji, verjetno zgrajena kot običajna cerkev, je kasneje prešla v samostan, preden je bila opuščena.

## Vzhodna krščanska tradicija
Poustinija (rusko пустынь) je majhna redko opremljena kabina ali soba, kamor gre človek sam molit in se postit v prisotnosti Boga. Beseda poustinia ima svoj izvor v ruski besedi za puščava (пустыня). Oseba, ki je poklicana za stalno prebivanje v poustiniji, se imenuje poustinik (množina poustiniki).
Poustinik je tisti, ki ga je Bog poklical k življenju v puščavi (poustinia), sam z Bogom v službi človeštva z molitvijo, postom in razpoložljivostjo za tiste, ki bi ga lahko poklicali. Tisti, ki so bili poklicani k življenju v poustinii, v Rusiji pred zatiranjem krščanstva v začetku 20. stoletja niso bili redki.
V tem vzhodnokrščanskem izrazu eremitske poklicanosti poustiniki niso osamljeni, ampak so del lokalne skupnosti, v katero so poklicani. Poustinik je služabnik Boga in Božjega ljudstva v občestvu s Cerkvijo. Zgodovinsko gledano tisti, ki je klic doživel
 »... da je poustinia najprej, potem ko je priskrbela blagoslov njihovega duhovnega vodje, našla vas. Na splošno je to počel z romanjem in molitvijo. Ko je odkril vas, kamor je čutil, da ga Bog vleče, je poustinik odšel k starešini in prosili za dovoljenje, da bi tam živel kot poustinik. Dovoljenje je bilo srečno dano, saj so bili Rusi veseli, da je poustinik molil zanje.« 
Poustinik živi sam in moli za svoje odrešenje, zveličanje sveta in zlasti za skupnost, ki jo je Bog blagoslovil, da je njen član. Tradicionalno
 ljudem je bil na voljo tudi poustinik. Kadar so bile posebne potrebe, na primer ogenj za boj ali prinesti seno, bi poustinik pomagal. In kadar koli je imel kdo nekaj, o čemer se je hotel pogovoriti - vprašanje o molitvi, težavi, posebnem veselju ali žalosti - je lahko šel k poustiniku. 
Poustinik je tisti, ki posluša in deli Kristusovo ljubezen z vsemi, s katerimi se sreča, ter skodelico čaja ali nekaj hrane; kar koli ima, si deli, kot je Bog delil vse z njim.

### Catherine Doherty
Poustinio je dokumentirala katoliška družbena aktivistka Catherine Doherty v svoji najbolj prodajani knjigi Poustinia: Christian Spirituality of the East for Western Man, prvič objavljena leta 1975.
Čeprav izvira iz starodavnih starcev (modri ruski starešine, стáрец), je Dohertyjina priljubljena knjiga koncept poustine omogočila sodobnim zahodnjakom. V njej opisuje poustinio kot »vstop v puščavo, samotno mesto, tiho mesto, kjer lahko dvignemo dve roki molitve in pokore k Bogu v odkupni daritvi, priprošnji, odškodnini za grehe in grehe bratov .... iti v poustinio pomeni poslušati Boga. Pomeni vstop v kenozo - praznjenje samega sebe«. Poustinio promovira kot kraj, kamor se lahko kdor koli - v katerem koli življenju - odpravi na 24-urni molk, samoto in molitev. Navsezadnje je poustinikov klic v puščavo lastnega srca, kjer prebiva sam z Bogom, bodisi na delovnem mestu bodisi v samoti.
Kabina ali soba za poustinio je običajno sestavljena iz postelje, mize in stola, križa in Biblije.

## Drugo

### Ašram
V hinduizmu se eremitaža imenuje ašram. Tradicionalno je bil ašram v starodavni Indiji kraj, kjer so modreci živeli v miru in spokoju sredi narave.